# Pim de la Parra
Pim de la Parra (ur. 5 stycznia 1940 w Paramaribo, zm. 6 września 2024 tamże) – surinamsko-holenderski reżyser filmowy.
Studiował socjologię i nauki polityczne na uniwersytecie w Amsterdamie, a od 1962 studiował w Holenderskiej Akademii Filmowej. W 1965 zrealizował swój pierwszy film krótkometrażowy. W tym samym roku wraz z Wimem Verstappenem założył wytwórnię filmową Scorpio Films. Przez pewien czas pracował w teatrze i telewizji w Antylach Holenderskich, od 1985 ponownie pracował w Holandii. Najbardziej znane jego filmy to Frank en Eva (1973), Paul Chevrolet en de ultieme hallucinatie (1985), Lost in Amsterdam (1989) i De nacht van de wilde ezels (1990). Jego córką była aktorka Bodil de la Parra.

## Wybrana filmografia
- 1965: Jongens, jongens wat een meid
- 1966: Joszef Katùs
- 1969: Obsessions
- 1970: Rubia's Jungle
- 1971: Blue Movie
- 1973: Frank en Eva
- 1976: Wan Pipel
- 1985: Paul Chevrolet en de ultieme hallucinatie
- 1986: Als in een Roes...
- 1987: Odyssée d'Amour
- 1989: Lost in Amsterdam
- 1990: De nacht van de wilde ezels
- 1990: Let the Music Dance
- 1996: Dream of a Shadow
- 2006: Ala di